# アフリカ稲作振興のための共同体
アフリカ稲作振興のための共同体（アフリカいなさくしんこうのためのきょうどうたい、英：Coalition for African Rice Development、略称：CARD）は、アフリカのコメ生産国、研究機関等が参加する国際協議グループ。

## 概要
日本で開催された第4回アフリカ開発会議のサイドイベントで、アフリカ緑の革命のための同盟（AGRA：Alliance for a Green Revolution in Africa）と日本の国際協力機構（JICA）が中心に提唱し、2008年に発足。2018年までに、サブサハラアフリカでのコメの年間生産量を、1,400万トンから2,800万トンへ倍増させることを目標とし、アフリカにおける稲作振興を目的とした情報の共有、既存のイニシアティブ・プロジェクト活動の調整と調和、追加的投資の呼びかけを行なう。支援策は、コメの優良品種（ネリカ米）の開発、農業技術の改善、人材育成等多岐にわたる。
2018年9月28日に国際協力機構は、「アフリカ・サブサハラ地域でコメの生産量を2008年から2018年の10年間で倍増させる」との目標が達成されることが確実になったと発表した。

## 支援対象国
- 第1グループ：カメルーン、ガーナ、ギニア、ケニア、マリ、モザンビーク、ナイジェリア、セネガル、シエラレオネ、タンザニア、ウガンダ、マダガスカル
- 第2グループ：ガンビア、リベリア、コートジボワール、ブルキナファソ、トーゴ、ベナン、中央アフリカ共和国、コンゴ民主共和国、ルワンダ、エチオピア、ザンビア